# Triclorur de vanadi
El clorur de vanadi(III) o triclorur de vanadi és el compost inorgànic amb la fórmula química VCl3. És una sal porpra precursora d'altres complexos de vanadi(III). El VCl3 es prepara per escalfament del VCl4 a 160–170 °C sota un flux de gas inert, el qual allibera el Cl2.
2 VCl₃ + H₂ → 2 VCl₂ + 2 HCl